# Huch & Grefges
Unter Huch & Grefges firmierte das in Koblenz ansässige gemeinsame Architekturbüro der Architekten Franz Huch (* 21. März 1876 in Duderstadt-Esplingerode; † 12. Dezember 1944 in Weimar) und Johann Hubert (gen. Hans) Grefges (* 30. August 1878 in Duisburg; † 5. August 1948 in Koblenz). Die Bauten des Büros – darunter etliche römisch-katholische Kirchen – entstanden hauptsächlich im ersten Drittel des 20. Jahrhunderts und sind heute überwiegend geschützte Kulturdenkmäler.

## Bauten und Entwürfe

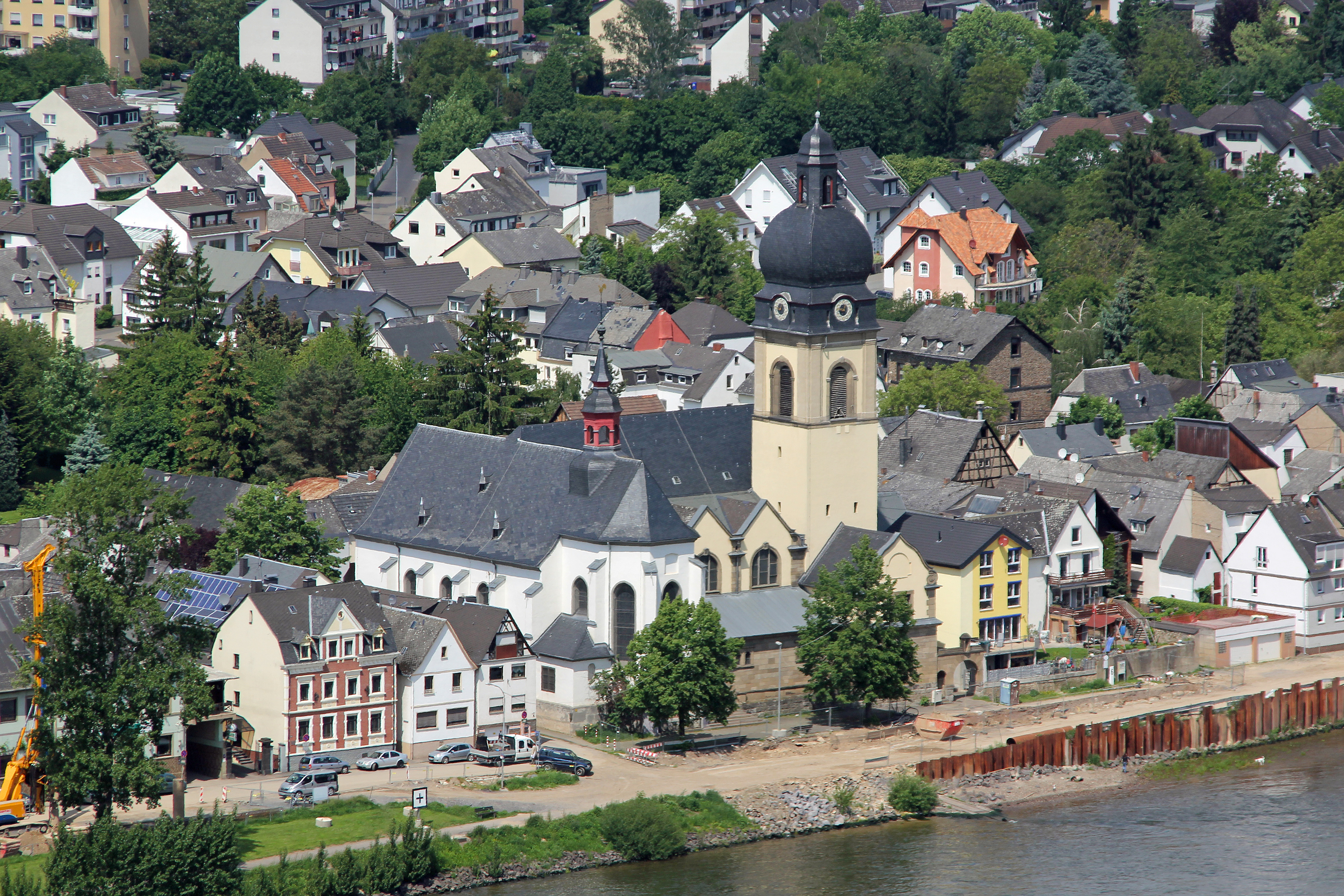
Katholische Pfarrkirche St. Peter in Koblenz-Neuendorf

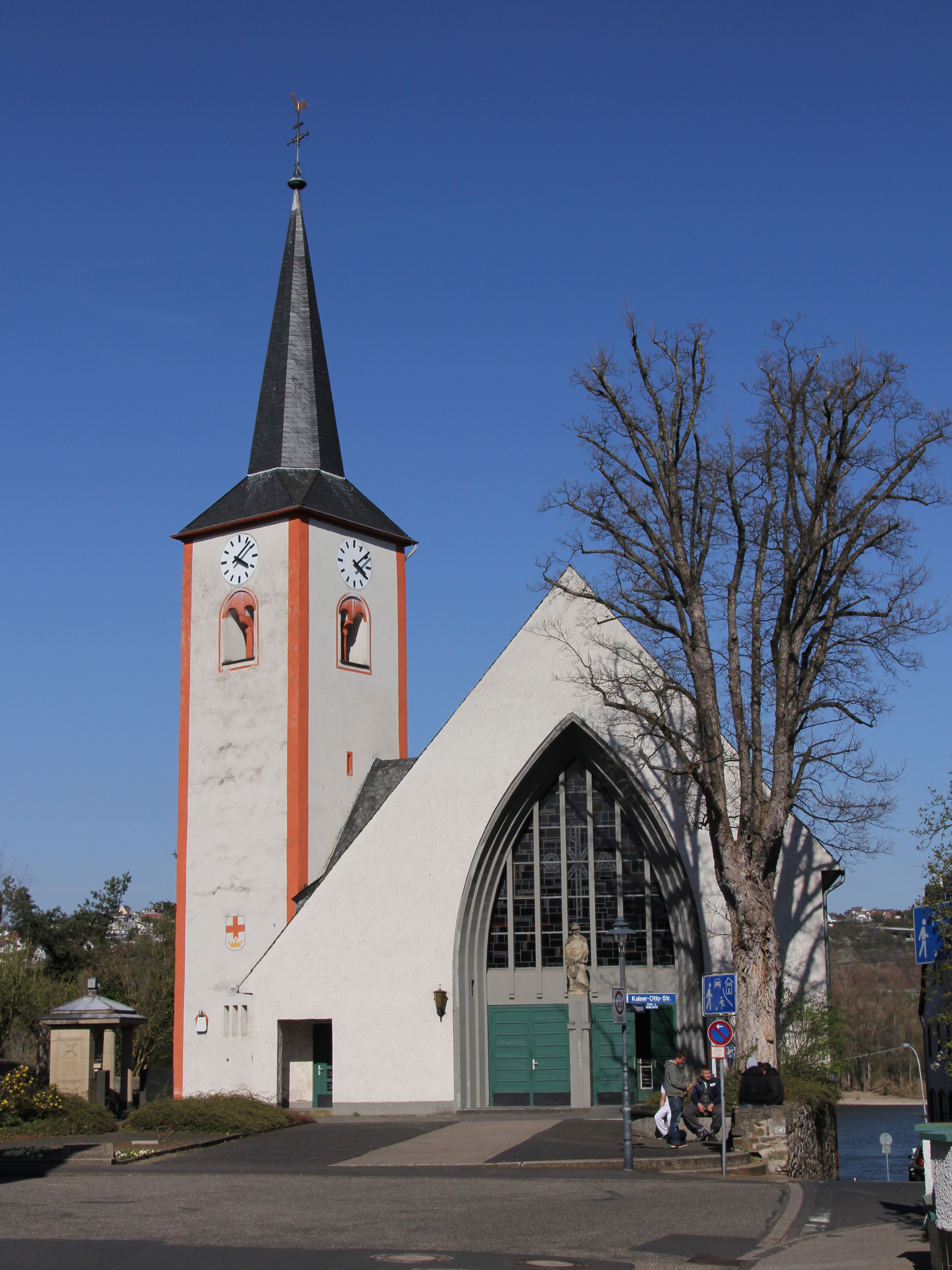
Katholische Pfarrkirche St. Martin in Koblenz-Kesselheim

- 1906–1908: Waisenhaus des katholischen Frauenvereins St. Barbara in Koblenz-Goldgrube
- 1908–1909: Neubau der Kapelle St. Maternus in Koblenz-Bubenheim
- 1910–1912: Weidtmansches Schlösschen in Koblenz-Metternich
- 1912:–9999 Wohnhaus Kurfürstenstraße 35 in Koblenz-Südliche Vorstadt (anspruchsvolles Zeilenwohnhaus mit Mansarddach)
- 1912–1913: Kloster oder Schwesternhaus in Koblenz-Metternich, Oberdorfstraße 19
- 1913–1915: Erweiterung der katholischen Pfarrkirche St. Peter in Koblenz-Neuendorf
- 1913:–9999 repräsentative Doppelvilla in Koblenz-Südliche Vorstadt, Mainzer Straße 73/73a
- um 1913:–9 repräsentative Villa in Koblenz-Oberwerth, Simrockstraße 5
- 1914–1916: katholische Pfarrkirche St. Johannes Enthauptung in Koblenz-Metternich
- 1915:–9999 Wohnhaus Pfarrer-Kraus-Straße 6 in Koblenz-Arenberg (neubarocke Walmdach-Villa in klassizierendem Heimatstil)
- 1922:–9999 Büro- und Lagerhaus in Koblenz-Südliche Vorstadt, Löhrstraße 127 (ursprünglich viergeschossig, später aufgestockt)
- 1922–1923: Ursulinenschule in Koblenz-Südliche Vorstadt
- 1923:–9999 Kiosk an der Balduinbrücke in Koblenz-Altstadt
- 1923–1924: Erweiterung der katholischen Pfarrkirche St. Nikolaus in Mettlach-Orscholz
- 1924–1925: Gebäude der Handwerkskammer Koblenz in Koblenz-Südliche Vorstadt
- 1924–1925: Wohn- und Geschäftshaus in Koblenz-Südliche Vorstadt, Hohenzollernstraße 6 / Rizzastraße 34 (repräsentatives Tuffquader-verkleidetes Eckhaus)
- 1926:–9999 Bürohaus der Deutschen-Beamten-Krankenversicherung in Koblenz-Südliche Vorstadt, Südallee 13–19
- 1926–1927: zweieinhalbgeschossige Wohnhaus-Zeile in Koblenz-Südliche Vorstadt, Sachsenstraße 3/5/7/9
- 1927:–9999 Wohn- und Geschäftshaus in Koblenz-Südliche Vorstadt, Löhrstraße 95 (fünfeinhalbgeschossig, mit Tuffplatten verkleidet, in geschlossener Bebauung)
- 1927:–9999 Doppelwohnhaus in Koblenz-Oberwerth, Richard-Wagner-Straße 3/5
- 1929:–9999 Wohnhausgruppe in Koblenz-Goldgrube, Beatusstraße 60 und 62, Eduard-Müller-Straße 36 und 51
- 1933:–9999 Umbau einer ehemaligen Reithalle zur (ersten) St.-Elisabeth-Kirche in Koblenz-Rauental (im Zweiten Weltkrieg zerstört)
- 1933:–9999 katholische Pfarrkirche St. Martin in Koblenz-Kesselheim